# Спомен-подручје Бијели Потоци-Каменско
|  | Овај чланак је део чланка о Споменицима посвећеним Народноослободилачкој борби 1941—1945. |

Спомен-подручје Бијели Потоци-Каменско на планини Пљешевици код Коренице било је у току Народноослободилачке борбе седиште прве партизанске болнице у Хрватској. На овом подручју у току 1943. године боравио је Главни штаб Хрватске, Централни комитет Комунистичке партије Хрватске, Агитпроп и техника Централног комитета, војно и политичко руководство Лике. У близини партизанске болнице уређена је спомен-костурница коју је пројектовао Владимир Угреновић. На гробљу, где је сахрањено око 3000 бораца, био је подигнут споменик.

## Историјска позадина
Планина Пљешевица је током све четири године Друзгог светског рата била центар Народноослободилачког покрета већег дела Лике, а посебно лапачког, удбинског и кореничког краја, где је и избио масовни устанак 27. јула 1941. године. Бијели Потоци и Каменско су дуги период били центар руководства НОП-а Хрватске. Ту су ратне локације Партизанске болнице Бијели Потоци, партизанских радионица, место боравка ЦК КПХ, Главног штаба НОВ Хрватске.
На Малом Каменском одржано је, 21. септембра 1941. године, војнополитичко саветовање за устаничко подручје Лике. На Каменском је 29. новембра 1941. године формиран Батаљон „Марко Орешковић”. У Првој чети били су борци устаничког Срба; у Другој чети из зрмањске општине, Тишковца и Личке Калдрме; у Трећој чети највише их је било из Бијелих Потока-Каменског, Коренице, Шибеника и околине, околине Задра и његових оближњих острва, те из Буковице.
Централна партизанска болница Бијели Потоци подигнута је 13. јула 1942. године. Болница је била саграђена од дрвета обрађеног у пилани на Каменском. Костур једноспратне зграде био је направљен од тесане грађе, па обложен извана и изнутра даскама, а између њих набијена је пиловина, довезена из пилане на Каменском. У болничко-радионичкој бази на Бијелим Потоцима произвођени су разни типови удлага, хируршки инструменти, разне врсте фармацеутских приправака, стерилизовани завоји, тубе лековитих масти за свраб, разне врсте средстава за дезинфекцију.
Организоване су масовне акције сабирања љековитог биља, која се обрађивало у болници. Посебно је била драгоцена ткаоница завојног материјала, пресељена из Коренице. Партизански хирург др Франц Клајнхапел дошао је у јесен 1942. године у болницу где је било 70 тешких рањеника и формирао хируршку екипу, која је често радила тамо где су вођене борбе. Маја 1943. године дошли су у обилазак болнице енглеска војна мисија и канадски мајор Џонсон. Борбе на личком кршу биле су непрекидне и жестоке, а рањеника много. Није било довољно око 150 кревета у Бијелим Потоцима. Зато је на обронцима Пљешевице радило више партизанских болница.
У јесен и зиму 1942. године, у време Бихаћке републике, масив Пљешевице био је центар велике слободне територије, где су биле концентрисане централне институције и материјалне резерве Народноослободилачког покрета. У Бијелим Потоцима, у Пројевској драги подигнута је зграда за Главни штаб НОВ и ПО Хрватске. Децембра 1942. године формирано је Економско одељење ГШ Хрватске са седиштем на Каменском, а на Шупутовцу централни магацин и земунице ГШ Хрватске.

## Уређење спомен-подручја
Због значаја овог локалитета који се простире на већем делу Пљешевице, односно на подручју општина Удбина и Доњи Лапац, територија је била проглашена спомен-подручјем. Радило се о једном од четири таква подручја на простору Хрватске, од укупно шест њих на простору Југославије. Већ 1950-их година почело је да се ради на просторним плановима уређења, на што се надовезала изградња споменика и спомен-подручја. Идејни нацрт за ново уређење спомен-подручја израђен је 1972-1974. године.
Током касних 1970-их, југословенска влада, заједно са борачким групама као што је СУБНОР, изнела је планове за изградњу великог много значајнијег спомен обележја у комплексу Бијели потоци–Каменско. Дизајнери Владимир Угреновић и Берислав Радимир добили су задатак да израде споменик у част палим борцима и цивилним жртвама рата из околног краја. Завршени споменик је откривен 1981. године и састојао се од челичне конструкције пирамидалног облика, налик на болнички шатор, која се ослања на бетонску кружну платформу (постоље). По откривању, овај споменик је постао средишњи део Спомен-подручја Бијели потоци–Каменско.
У природном околишу спомен-подручја, на отвореној локацији било је 1984. године постављено на бетонске постаменте шест бронзаних скулптура у природној величини, из циклуса „Тифусари” познатог вајара Вање Радауша. Ове скулптуре убрајају се међу најбоље у Радаушевом опусу.
Отприлике 16 км северно од Коренице, на подручју Плитвичких језера, у пределу званом Мукиње, налази се велики комплекс који се првобитно звао Спомен-дом Шесте личке пролетерске дивизије „Никола Тесла“. Ова дивизија је била позната јединица која је формирана у Лици и одликована Орденом народног хероја. Изграђен 1981. године, овај спомен-дом је направљен у високо модернистичком архитектонском стилу, у којој су се налазили музеј, спортски објекти, уметничке галерије и многе друге културне понуде. Међутим, за мање од 10 година након завршетка, претрпео је значајна разарања и вандализам током почетка рата у Хрватској 1991. Последњих година комплекс је реновиран и сада је спортски центар, али је постав музеја посвећен Шестој личкој дивизији уклоњен.

## Девастација након 1990-их
До 1990-их година ово је било једно од најпознатијих спомен-подручја у СР Хрватској и посећивале су га десетине хиљада посетилаца са свих страна света. О значају довољно говори податак да је с повећег списка ратних штета на музејским збиркама и грађи оштећеној од 1991. до 1995. године, из Регистра који је саставио Музејски документацијски центар, УНЕСКО одавде затражио шест фотографија споменика оштећених или несталих током рата у Хрватској за публиковање на својим страницама и књигу о угроженој светској културној баштини. То је било први пута да се ова културна светска установа која је носилац светске листе најлепше заштићене баштине обраћа Хрватској и за документовање споменика или појединачних уметничких дела која су страдала у ратном пустошењу, оштећена или нестала без трага. Међу тих шест локалитета нашло се и спомен-подручје Бијели потоци Каменско где је с постоља било откинуто свих шест бронзаних скулптура „Тифусари” Вање Радауша.
Негде око 2008. године, потпуно су уништене и рушевине челичног скелета централног споменика Бијели потоци–Каменско, при чему су сви његови челични конструкциони елементи демонтовани украдени, и вероватно препродани у старо гвожђе. Није познато које су групе починиле овај злочин, јер ниједна страна није идентификована, сматрана одговорном или кривично гоњена. Све што је сада остало од споменика су рушевине његове кружне бетонске основе, заборављене и необележене у обраслом празном планинском пољу. Комплекс не прима посетиоце, овде се не одржавају комеморативни догађаји и никакви знакови не указују где се налази или да је икада постојао на овој локацији.